# Огонэк
Ого́нэк (пол. ogonek — «хвостик») — диакритический знак, использующийся для обозначения:
- носовых гласных в польском языке (ą, ę);
- долгих (исторически носовых) гласных в литовском языке (ą, ę, į, ų);
- носовых гласных в некоторых иных языках, напр., индейцев навахо и апачей (ą, ąą, ę, ęę, į, įį, ǫ, ǫǫ, ų, ųų).

Также «огонэки» используются в фонетической записи старославянского языка.
В литовской письменности знак именуется nosinė — букв. «носовая», от алфавитных названий литовских исторически носовых гласных, напр. u nosinė — «у носовое».

## Происхождение знака
Знак произошёл из средневековой латинской литературы, где являлся компактной заменой лигатуре Æ. Оттуда он был заимствован польским, а из польского — другими языками (в частности, литовским).